# Föreltjärnen, Lappland
Föreltjärnen är en sjö i Storumans kommun i Lappland och ingår i Umeälvens huvudavrinningsområde. Sjön har en area på 0,154 kvadratkilometer och ligger 734,1 meter över havet. Föreltjärnen ligger i Vindelfjällen Natura 2000-område. Sjön avvattnas av vattendraget Märsabäcken.

## Delavrinningsområde
Föreltjärnen ingår i det delavrinningsområde (726828-151791) som SMHI kallar för Mynnar i Kirjesån. Medelhöjden är 616 meter över havet och ytan är 32,57 kvadratkilometer. Det finns inga avrinningsområden uppströms utan avrinningsområdet är högsta punkten. Märsabäcken som avvattnar avrinningsområdet har biflödesordning 3, vilket innebär att vattnet flödar genom totalt 3 vattendrag innan det når havet efter 322 kilometer. Avrinningsområdet består mestadels av skog (83 procent) och sankmarker (16 procent). Avrinningsområdet har 0,15 kvadratkilometer vattenytor vilket ger det en sjöprocent på 0,5 procent.